# Ercole Olgeni
Ercole Olgeni (* 11. Dezember 1883 in Venedig; † 14. Juli 1947 ebenda) war ein italienischer Ruderer und Olympiasieger.
Bei den Europameisterschaften 1905 siegten im Vierer mit Steuermann die Belgier vor dem italienischen Boot, in dem Ercole Olgeni und Scipione Del Giudice saßen. Im Jahr darauf siegten Ercole Olgeni und Scipione Del Giudice im Zweier mit Steuermann. Zwei Jahre später gewann bei den Europameisterschaften 1908 der belgische Zweier vor Olgeni und Del Giudice, während im Vierer Ercole Olgeni, Scipione Del Giudice, Mario Tres, Brenno Del Giudice und Giuseppe Mion vor den Belgiern siegten. 1910 ruderte Olgeni mit dem italienischen Achter auf den zweiten Platz hinter dem belgischen Boot. Seinen dritten Europameistertitel gewann Olgeni 1911 zusammen mit Enrico Bruna im Zweier mit Steuermann.
Nach dem Ersten Weltkrieg startete Ercole Olgeni bei den Olympischen Spielen 1920 in Antwerpen mit Giovanni Scatturin und Steuermann Guido De Filip im Zweier. Von vier angetretenen Booten erreichten drei Boote das Finale, dort gewannen die Italiener vor den Franzosen und den Schweizern. Vier Jahre später belegten Olgeni, Scatturin und Steuermann Gino Sopracordevole bei den Europameisterschaften 1924 den dritten Platz hinter den Booten aus den Niederlanden und der Schweiz. Bei den Olympischen Spielen 1924 in Paris ruderten die Schweizer Europameister von 1922 und 1923 Édouard Candeveau, Alfred Felber und Émile Lachapelle, die bei den Europameisterschaften nicht am Start gewesen waren. Das Schweizer Boot siegte mit einer Zehntelsekunde Vorsprung vor den Italienern.